# Olof Riska
Olof Wilhelm Riska, född 1 april 1919 Helsingfors, död där 15 juni 1994, var en finlandssvensk jurist. Han var far till Dan-Olof Riska. 
Riska blev student 1937, avlade högre rättsexamen 1944, blev rättsvetenskaplig kandidat 1945, vicehäradshövding 1947 samt juris licentiat och juris doktor i Helsingfors 1965. Han var juridisk ombudsman vid Henry Nielsen-rederierna 1948–1959, blev biträdande professor 1967 och var professor i handelsrätt vid Svenska handelshögskolan i Helsingfors 1973–1985. Han var Finlands dispaschör 1965–1982  och styrelseledamot i den europeiska dispaschörsunionen. Han tilldelades Statsrådet Mauritz Hallbergs pris 1965 för sin akademiska avhandling Om försäkring av driftsintresse i sjöfart: en försäkringsrättslig studie.